# Kertamukti (Tanjungmedar)
Kertamukti is een bestuurslaag in het regentschap Sumedang van de provincie West-Java, Indonesië. Kertamukti telt 2743 inwoners (volkstelling 2010).